# Zulfiqar (stridsvagn)
Zulfiqar är en stridsvagn som utvecklats för den iranska armén.